# Thoubal
Thoubal là một thành phố và là nơi đặt hội đồng đô thị (municipal council) của quận Thoubal thuộc bang Manipur, Ấn Độ.

## Địa lý
Thoubal có vị trí 24°38′B 94°01′Đ / 24,63°B 94,02°Đ Nó có độ cao trung bình là 765 mét (2509 feet).

## Nhân khẩu
Theo điều tra dân số năm 2001 của Ấn Độ, Thoubal có dân số 41.149 người. Phái nam chiếm 50% tổng số dân và phái nữ chiếm 50%. Thoubal có tỷ lệ 69% biết đọc biết viết, cao hơn tỷ lệ trung bình toàn quốc là 59,5%: tỷ lệ cho phái nam là 80%, và tỷ lệ cho phái nữ là 58%. Tại Thoubal, 13% dân số nhỏ hơn 6 tuổi.